# Municipio de Craig (Indiana)
El municipio de Craig (en inglés: Craig Township) es un municipio ubicado en el condado de Switzerland en el estado estadounidense de Indiana. En el año 2010 tenía una población de 900 habitantes y una densidad poblacional de 8,78 personas por km².

## Geografía
El municipio de Craig se encuentra ubicado en las coordenadas 38°45′40″N 85°9′1″O / 38.76111, -85.15028. Según la Oficina del Censo de los Estados Unidos, el municipio tiene una superficie total de 102.46 km², de la cual 101,69 km² corresponden a tierra firme y (0,75 %) 0,76 km² es agua.

## Demografía
Según el censo de 2010, había 900 personas residiendo en el municipio de Craig. La densidad de población era de 8,78 hab./km². De los 900 habitantes, el municipio de Craig estaba compuesto por el 97,22 % blancos, el 0,11 % eran asiáticos, el 1,89 % eran de otras razas y el 0,78 % eran de una mezcla de razas. Del total de la población el 3,33 % eran hispanos o latinos de cualquier raza.